# Ruiter van Madara
De Ruiter van Madara (Bulgaars: Мадарски конник, Madarski konnik) is een groot reliëf, uitgebeeld op het plateau van Madara in noordoostelijk Bulgarije.
Het beeld stelt een ruiter voor en bevindt zich op een hoogte van 23 meter in een steile rotswand met een hoogte van 100 meter. De ruiter doorboort met zijn speer een leeuw die aan de voeten van zijn paard ligt. Een hond loopt achter de ruiter aan.
Het beeld wordt gewoonlijk toegeschreven aan de oude Bulgaren, een nomadische stam van krijgers, die zich aan het eind van de 7e eeuw vestigde in noordoostelijk Bulgarije en door vermenging met de oorspronkelijke Slavische bevolking aan de wieg stond van het huidige Bulgaarse volk. Er zijn echter recente theorieën die het werk toeschrijven aan de Thraciërs.
Het monument dateert uit 710 na Chr. en staat sinds 1979 op de Werelderfgoedlijst van de UNESCO.
De Volksrepubliek Bulgarije kende een ridderorde; de Orde van de Ruiter van Madara. De ruiter van Madara staat afgebeeld op sommige munten van de Bulgaarse lev en op sommige Bulgaarse euromunten.
Kerk van Bojana ·
Ruiter van Madara ·
Rotskerken van Ivanovo ·
Thracisch graf van Kazanlak ·
Oude stad Nesebar ·
Nationaal park Pirin ·
Rilaklooster ·
Natuurreservaat Srebarna ·
Thracisch graf van Svesjtari ·
Oude en voorhistorische beukenbossen van de Karpaten en andere regio's van Europa